# Мітчелл Марнер
Мітчелл Марнер (англ. Mitchell Marner; 5 травня 1997, Маркем, Канада) — канадський хокеїст, центральний нападник. Виступає за «Торонто Мейпл Ліфс» у Національній хокейній лізі (НХЛ). 
Вихованець хокейної школи «Вон Кінгс МХА». Виступав за «Лондон Найтс» (ОХЛ). 

## Досягнення та нагороди
- Трофей Джима Мегона найкращий правий нападник — 2015
- Трофей Реда Тілсона найцінніший гравець сезону хокейної ліги Онтаріо — 2016
- Володар трофею Еда Чіновета — 2016
- Перша команда всіх зірок НХЛ — 2021, 2022
- Учасник матчу всіх зірок НХЛ — 2020, 2023, 2024[1]